# Barney Google
Barney Google, später Barney Google and Snuffy Smith, ist ein Comicstrip, der seit 1919 erscheint. Er ist der bekannteste Comicstrip seines Erfinders Billy DeBeck und hat DeBecks Nachfolger Fred Lasswell den Reuben Award eingebracht.

## Inhalt
Die Titelfigur Barney Google – ein kleiner Mann mit großen Augen – entflieht gern seiner Ehefrau und dem häuslichen Alltag, um sich als Zuschauer auf diversen Sportstätten, insbesondere auf der Pferderennbahn, herumzutreiben. Hauptaufgabe seiner deutlich größeren Ehefrau Lizzie Google ist, ihn daran zu hindern. Am 17. Juli 1922 wurde Barney Google das Rennpferd Spark Plug zur Seite gestellt, das von Barney häufig zärtlich „brown-eyed baby“ genannt wird und weniger beim Rennen als vielmehr beim Tragen einer Pferdedecke gezeigt wird, aber dennoch ein erfolgreiches Rennpferd ist. In den 1930er Jahren taucht der Hinterwäldler Snuffy Smith regelmäßig in den Comics und dann auch im Titel auf. Als neuer Verlierertyp löste er Barney Google ab.

## Veröffentlichung und Zeichner
Erfinder des Strips, der am 17. Juni 1919 zum ersten Mal erschien, war der US-amerikanische Comiczeichner Billy DeBeck. Barney Google erschien zunächst als daily strip auf den Sportseiten von Chicago Herald und Chicago Examiner, da der Titelheld sich gerne auf Sportstätten aufhält. Die erste Sonntagsseite folgte am 21. März 1920. Bei seinen Arbeiten wurde DeBeck unter anderem von Joseph Musial und Fred Lasswell, der nach DeBecks Tod dessen Nachfolger wurde, unterstützt. Lasswell assistierten unter anderem Fred Rhoads, Bob Weber und Ray Osrin. Nach Lasswells Tod übernahm John R. Rose, der zuvor schon für Lasswell als Inker gearbeitet hatte, den Strip.
Beim Illu Press Verlag erschienen 1978 unter dem Titel Ma und Pa in USA zwei von Lasswell gezeichnete Bände mit Abenteuern von Snuffy Smith in deutscher Sprache. Bereits ab 1975 erschienen einzelne Strips der Serie, zunächst als Ede Emsig, später unter dem Titel Snuffy Smith im Comic-Magazin ZACK (von Ausgabe 18/75 vom 4. September 1975 bis Ausgabe 26/77 vom 15. Dezember 1977). Auch hier, wie später in den Illu-Press-Ausgaben, gelangte ausschließlich Material von Fred Lasswell zur Veröffentlichung.

## Adaptionen und öffentliche Wahrnehmung
In den Jahren 1928 und 1929 erschienen basierend auf dem Comic mehrere Kurzfilme mit Barney Hellum als Barney Google. Im Jahr 1942 wurde der Spielfilm Hillbilly Blitzkrieg veröffentlicht, in dem Nazi-Spione eine Formel stehlen wollen, die sie bei Snuffy Smith vermuten. Der Zeichentrickkurzfilm Spree for All aus dem Jahr 1946 basiert ebenfalls auf dem Comic. Eine zwölfteilige Zeichentrickserie mit dem Titel Snuffy Smith and Barney Google erschien in den Jahren 1963 und 1964.
Billy Rose ließ sich durch den Comic zu dem Text des erfolgreichen Schlagers Barney Google (with the Goo-Goo-Googly Eyes) inspirieren.
Mit dem Auftreten von Spark Plug erzielte der Comic einen Popularitätszuwachs, was eine Flut an Merchandising-Produkten zur Folge hatte. Der Spitzname Sparky von Peanuts-Zeichner Charles M. Schulz hat seinen Ursprung in dem Comic.
Lasswell erhielt im Jahr 1963 für Barney Google den Reuben Award.